# Luca Ascani
Luca Ascani (né le 29 juin 1983 à Loreto, dans la province d'Ancône, dans la région des Marches) est un coureur cycliste italien. Il est suspendu pour dopage entre juin 2007 et août 2009.

## Biographie
Luca Ascani commence sa carrière professionnelle en 2005 dans l'équipe Naturino - Sapore di Mare. Il signe un premier succès au Tour du lac Qinghai. En mai 2007, alors que l'équipe est nommée Aurum Hotels depuis le début de la saison, il s'impose au Tour des Abruzzes. Le mois suivant, il est sacré champion d'Italie du contre-la-montre. Il est cependant contrôlé positif à l'EPO à l'issue de cette épreuve. Il est déchu de son titre, qui est attribué à Marco Pinotti, et suspendu deux ans par le comité olympique italien.

## Palmarès
- 2001
  - 2e du championnat d'Italie sur route juniors
- 2004
  - 2e du championnat d'Italie du contre-la-montre espoirs
- 2005
  - 7e étape du Tour du lac Qinghai
- 2007
  - Tour des Abruzzes :
    - Classement général
    - 1re étape
- 2010
  - Classement général du Tour de Serbie
- 2011
  - 3e du Tour du Trentin

## Classements mondiaux
| Année           | 2005  | 2006 | 2007 | 2008 | 2009 | 2010 | 2011 | 2012 |
| --------------- | ----- | ---- | ---- | ---- | ---- | ---- | ---- | ---- |
| UCI Asia Tour   | 60e   |      |      |      |      |      |      |      |
| UCI Europe Tour | 1059e | 623e | 171e |      |      | 250e | 134e | 888e |